# 厚頦蛇綿鳚
厚頦蛇綿鳚，為輻鰭魚綱鱸形目绵鳚亞目绵鳚科的其中一種，分布於東南太平洋區的厄瓜多爾海域，屬深海底棲性魚類，棲息深度在水深700至1000公尺，體長可達18.2公分。

## 扩展阅读
維基物種上的相關：厚頦蛇綿鳚